# 外克諾爾科格爾山

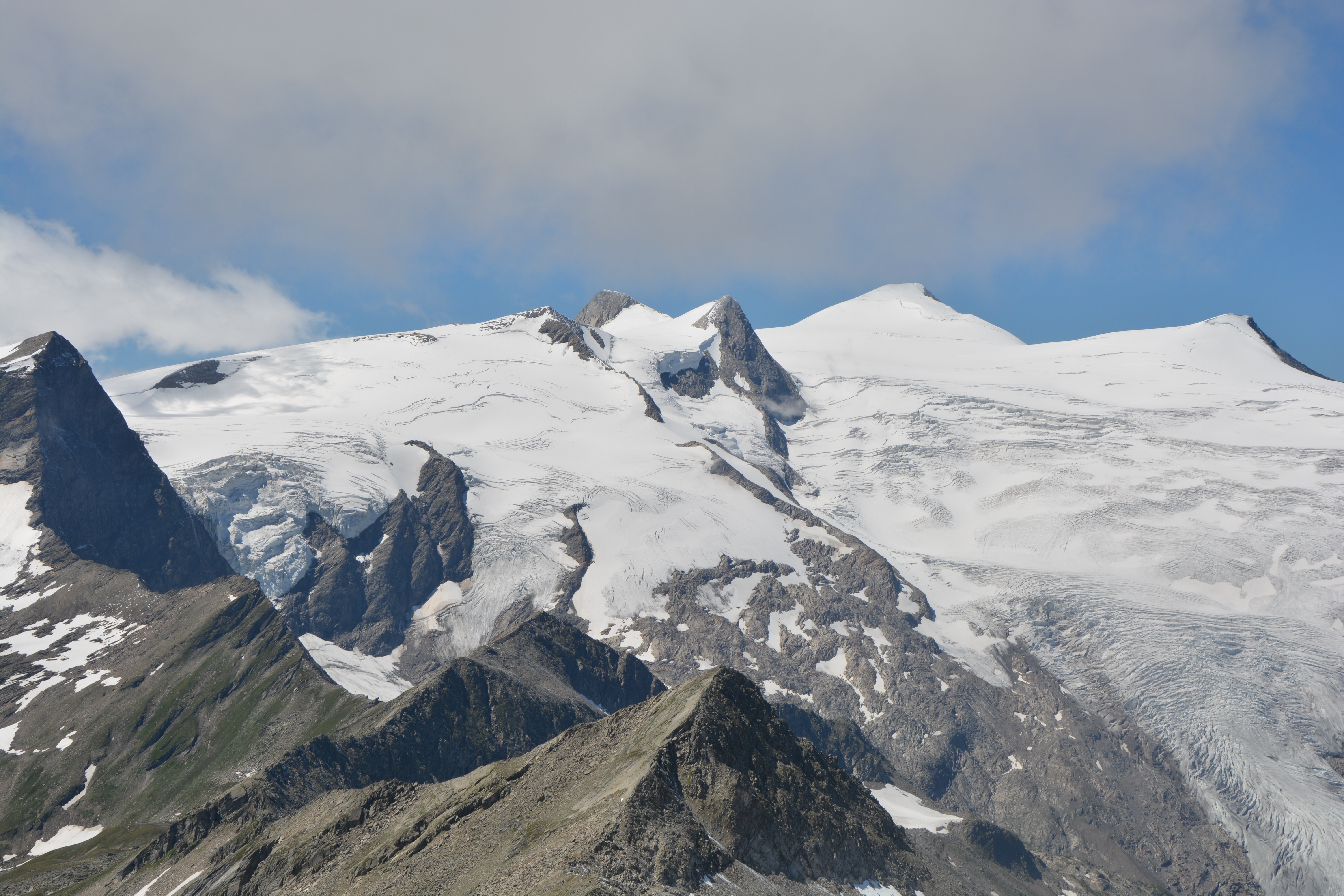

47°06′12″N 12°26′23″E / 47.103333°N 12.439722°E
外克諾爾科格爾山（德語：Äußerer Knorrkogel），是奧地利的山峰，位於該國西部，由蒂羅爾州負責管轄，屬於維內迪傑山脈的一部分，距離維爾登科格爾山1.2公里，海拔高度2,920米，每年平均降雨量1,971毫米，人類在1894年7月24日首次登頂。